# Suelta (aeronáutica)
La suelta, en aviación, se refiere al primer vuelo que, durante la fase de formación, un alumno piloto realiza por primera vez completamente solo.
El primer vuelo solo es un hito para cualquier alumno piloto, ya que debe despegar y aterrizar un avión sin ninguna ayuda de su instructor de vuelo, y solo mantendrá contacto vía radio con los controladores aéreos en el caso de que el vuelo se realice en un espacio aéreo que esté bajo esa supervisión.
A lo largo de la vida del piloto, cada vez que vuele un modelo de avión distinto por primera vez, tendrá que pasar por el proceso de la suelta tras completar la formación específica en ese nuevo tipo de aeronave, un requisito conocido como calificación tipo o type rating.

## Requisitos
No existe ningún requisito legal de número de horas de vuelo que un alumno piloto debe completar para poder hacer el primer vuelo solo. Generalmente se suele producir entre la hora 10 y la hora 25, pero depende enteramente del progreso del alumno y del criterio de su instructor de vuelo y de los requisitos que su escuela de vuelo pueda tener en su syllabus de entrenamiento. 
Generalmente la suelta no se produce hasta que el alumno piloto ha practicado suficientes aterrizajes y ha completado las maniobras de las distintas emergencias en vuelo que puede encontrar.
En Europa, la Agencia Europea de Seguridad Aérea (EASA) sí impone un requisito de edad para el alumno piloto, que debe tener al menos 16 años.
Generalmente, para el primer vuelo solo se buscan unas condiciones meteorológicas favorables, usualmente: buena visibilidad y poco viento (especialmente poco viento cruzado).

## Desarrollo del primer vuelo solo
El desarrollo del primer vuelo solo tiene diferentes variantes dependiendo de la escuela de vuelo y su plan de estudios. Las formas más típicas en las que el primer vuelo solo se desarrolla se pueden resumir en las siguientes:
1) El alumno piloto despega y hace un vuelo en las inmediaciones del aeropuerto para posteriormente volver y aterrizar.
2) El alumno piloto despega y vuela en el circuito de tráfico del aeropuerto, para realizar dos tomas y despegues para realizar una tercera toma, toma esta ya final.
3) El alumno piloto despega y, en vez de realizar tomas y despegues, realiza aterrizajes con parada intermedia, en las que, tras desacelerar en la pista de aterrizaje, a baja velocidad, lleva el avión de nuevo a la cabecera de la pista de aterrizaje para posteriormente despegar, volviendo a realizar este procedimiento hasta que ha completado tres aterrizajes.
La diferencia entre el procedimiento número 2 y el número 3, es que los aterrizajes con parada intermedia corren menos riesgo que las tomas y despegues.
En la gran mayoría de las sueltas, el instructor de vuelo usa un walkie-talkie para escuchar las conversaciones de radio entre el alumno y los controladores aéreos o con otros pilotos que puedan encontrarse en el circuito de tráfico.

## Tradiciones

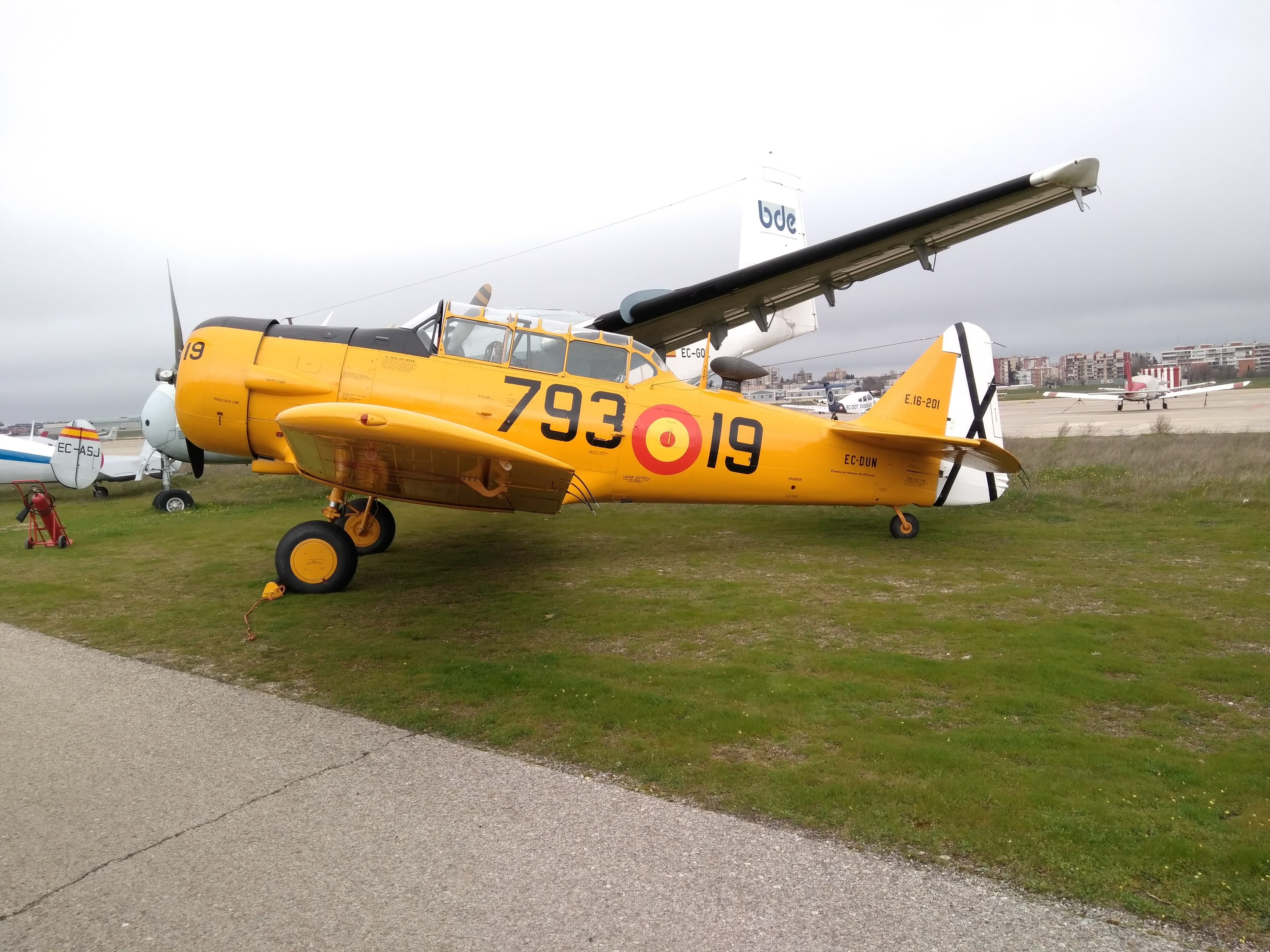
Texan T6 con cabina tandem de la Fundación Infante de Orleans

Existen varias tradiciones en cuanto a las celebraciones cuando un alumno piloto ha completado su suelta de manera satisfactoria. Entre las más comunes se encuentra la de cortar un trozo de la parte trasera de una camiseta.
Esta tradición se remonta a los primeros aviones que eran de tipo tandem, en los que el instructor se sentaba detrás del alumno piloto. Dado que la cabina era, generalmente abierta, debido al ruido del motor y del viento, la única forma que el instructor de vuelo tenía de llamar la atención de su alumno, era tirando de la parte trasera de su camiseta.
Tras haber completado su suelta, se consideraba que el alumno piloto ya no necesitaba al instructor, y por tanto, esa parte de su camiseta sobraba.